# Route asiatique 4
L'AH4 est une route du réseau routier asiatique longue de plus de 6 000 kilomètres qui relie Novossibirsk en Russie à Karachi au Pakistan, en traversant aussi la Mongolie et le Xinjiang en Chine.

## Parcours

### Russie
- de Novossibirsk à la frontière mongole (vers Tachanta)

### Mongolie
- A0306 de la frontière russe à Ölgii
- A0305 d'Ölgii à Khovd
- A0304 de Khovd à la Chine (vers Yarantaï)

### Chine
- S320 du Xian de Qinggil à Fuyun
- S11 de Fuyun à Wucaiwan (Fukang)
- G7 de Wucaiwan à Ürümqi
- G30 d'Ürümqi à Paqiasa Gale (Xian de Toksun)
- G3012 de Paqiasa Gale à Kachgar
- G314 de Kachgar au col de Khunjerab

### Pakistan
- N35 du col de Khunjerab à Hasan Abdal
- M1 d'Hasan Abdal à Islamabad
- M2 d'Islamabad à Lahore
- N5 de Lahore à Karachi

## Galerie

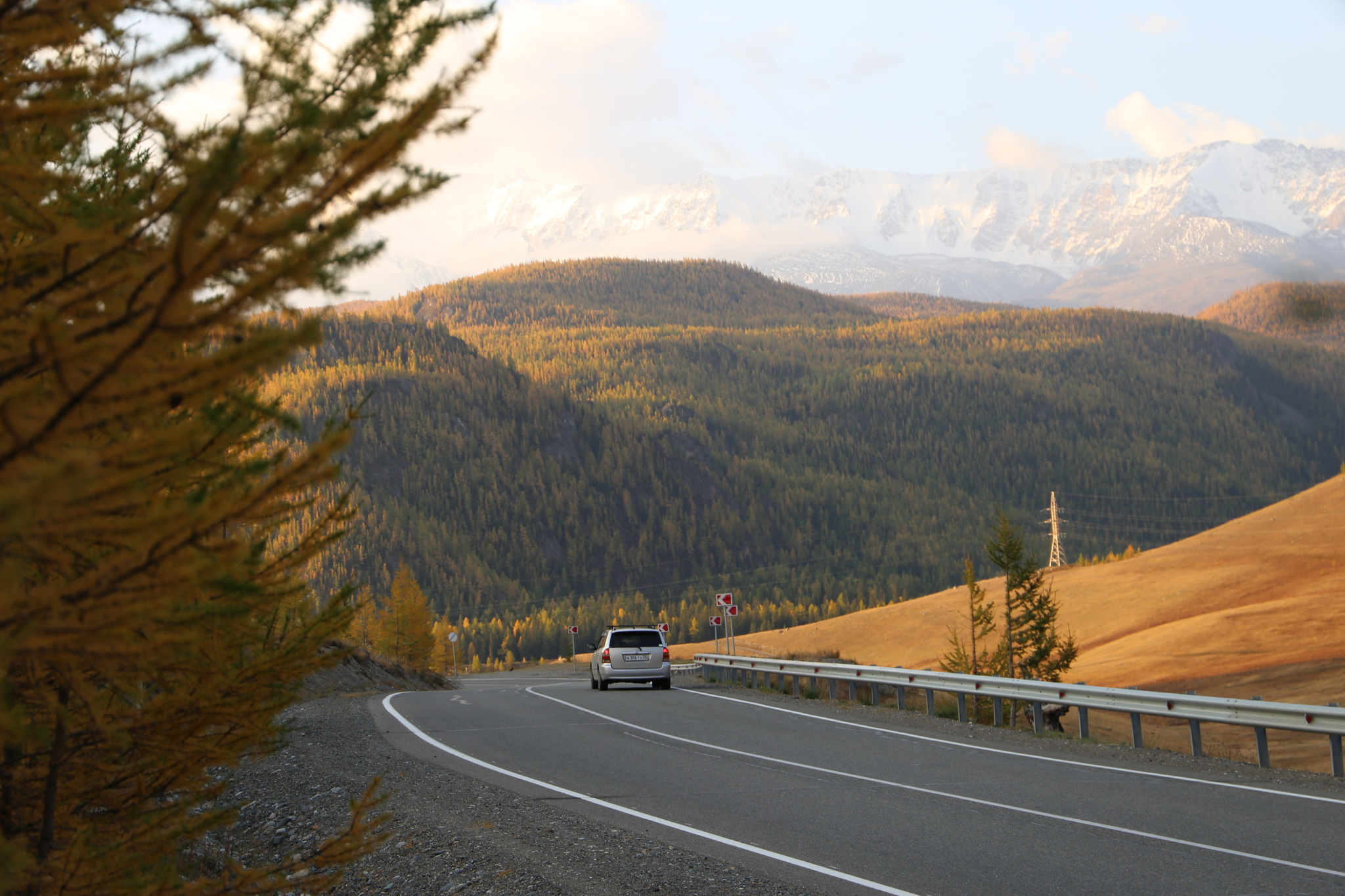
La R256 en Russie
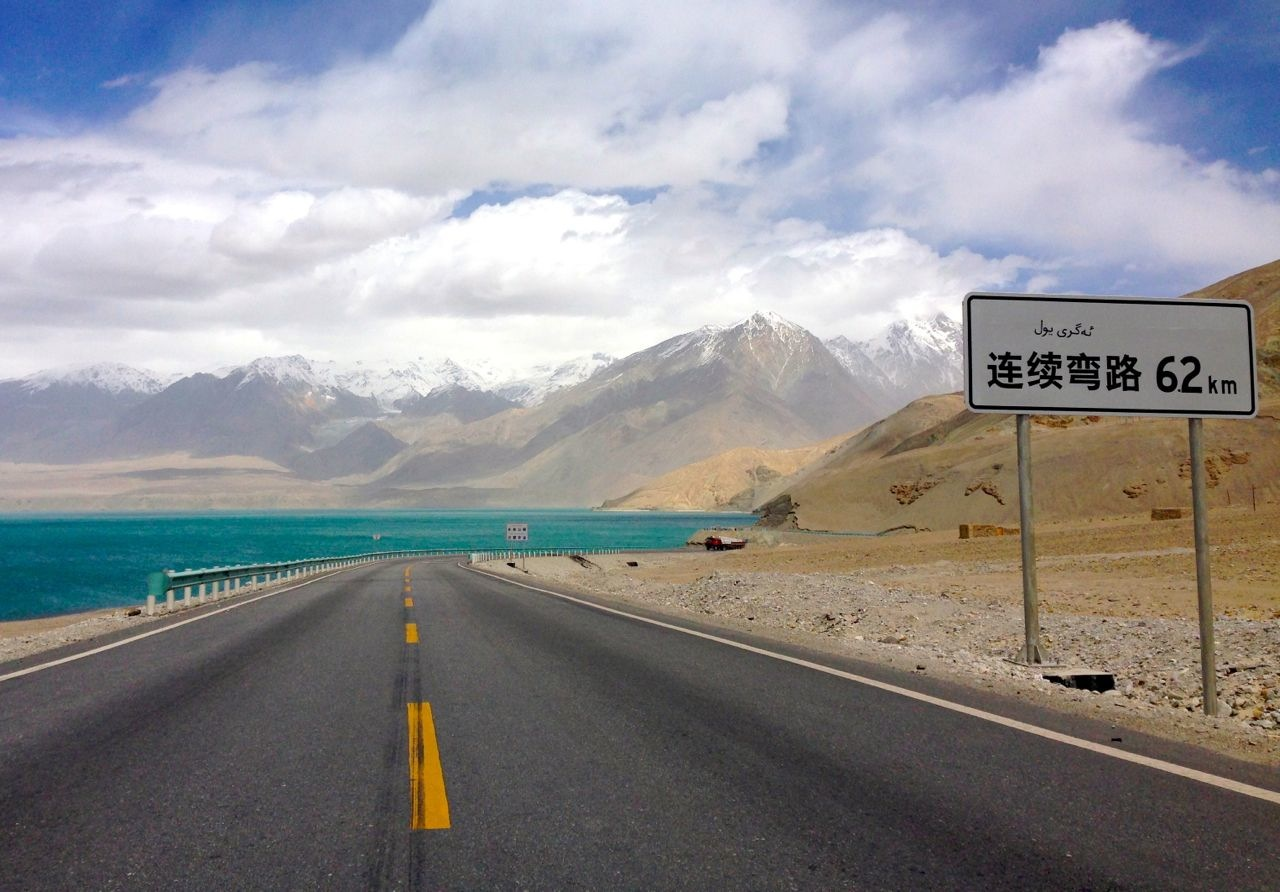
Route du Karakoroum au Xinjiang.
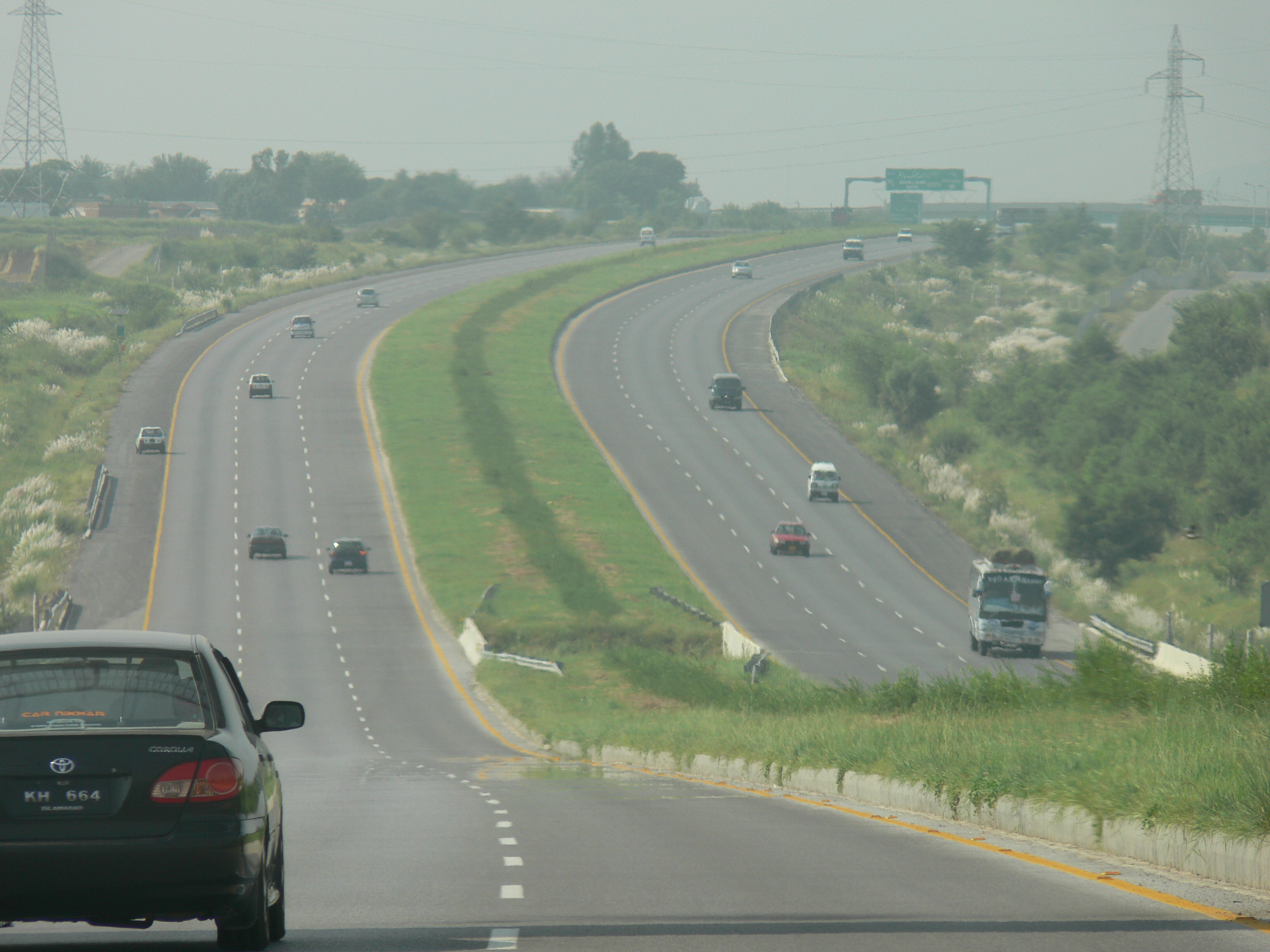
La M1 au Pakistan.